# Vuelta a España 2008/4. Etappe
| Ergebnis der 4. Etappe            | Ergebnis der 4. Etappe | Ergebnis der 4. Etappe | Ergebnis der 4. Etappe | Ergebnis der 4. Etappe |
| --------------------------------- | ---------------------- | ---------------------- | ---------------------- | ---------------------- |
| Etappensieger                     | Italien                | Daniele Bennati        | LIQ                    | 4:27:54 h              |
| Zweiter                           | Belgien                | Tom Boonen             | QST                    | gl. Zeit               |
| Dritter                           | Spanien                | Koldo Fernández        | EUS                    | gl. Zeit               |
| Vierter                           | Italien                | Danilo Napolitano      | LAM                    | gl. Zeit               |
| Fünfter                           | Deutschland            | Erik Zabel             | MRM                    | gl. Zeit               |
| Sechster                          | Belgien                | Greg van Avermaet      | SIL                    | gl. Zeit               |
| Siebter                           | Belgien                | Wouter Weylandt        | QST                    | gl. Zeit               |
| Achter                            | Italien                | Davide Viganò          | QST                    | gl. Zeit               |
| Neunter                           | Irland                 | Nicolas Roche          | C.A                    | + 0:03 min             |
| Zehnter                           | Frankreich             | Sylvain Chavanel       | COF                    | gl. Zeit               |
| Zwischenstände nach der 4. Etappe |                        |                        |                        |                        |
| Gesamtwertung                     | Italien                | Daniele Bennati        | LIQ                    | 13:23:57 h             |
| Zweiter                           | Belgien                | Tom Boonen             | QST                    | + 0:22 min             |
| Dritter                           | Spanien                | Alejandro Valverde     | GCE                    | + 0:48 min             |
| Punktwertung                      | Italien                | Daniele Bennati        | LIQ                    | 51 P.                  |
| Zweiter                           | Belgien                | Tom Boonen             | QST                    | 45 P.                  |
| Dritter                           | Deutschland            | Erik Zabel             | MRM                    | 37 P.                  |
| Bergwertung                       | Spanien                | Jesús Rosendo          | ACA                    | 16 P.                  |
| Zweiter                           | Spanien                | Manuel Ortega          | ACA                    | 7 P.                   |
| Dritter                           | Spanien                | José Antonio López     | ACA                    | 6 P.                   |
| Kombinationswertung               | Italien                | Paolo Bettini          | QST                    | 34 P.                  |
| Zweiter                           | Spanien                | Egoi Martínez          | EUS                    | 45 P.                  |
| Dritter                           | Spanien                | Manuel Ortega          | ACA                    | 100 P.                 |
| Teamwertung                       | Spanien                | Quick Step             | QST                    | 26:33:46 h             |
| Zweiter                           | Spanien                | Euskaltel-Euskadi      | EUS                    | + 0:12 min             |
| Dritter                           | Belgien                | ag2r La Mondiale       | ALM                    | + 0:30 min             |

Die 4. Etappe der Vuelta a España 2008 am 2. September führte über 170,3 Kilometer von Córdoba nach Puertollano. Dabei waren zwei Sprintwertungen und zwei Bergwertungen der 3. Kategorie zu absolvieren.
Von der Charakteristik war diese Etappe zweigeteilt: Zu Beginn die zwei Bergwertungen und dann eine flache Fahrt bis zum Zielort. So begann gleich ein Kampf um die Bergpunkte. Diese sicherte sich der Träger des Orangen Trikots Jesús Rosendo und baute damit seinen Vorsprung weiter aus. In der Abfahrt kam die Attacke seines Teamkollegen José Antonio López, der sich erfolgreich absetzen konnte. Er hatte bei seiner Flucht einen maximalen Vorsprung von knapp acht Minuten. Auf dieser gewann er beide Zwischensprints und die zweite Bergwertung des Tages. Beim ersten Zwischensprint konnte sich Daniele Bennati weitere vier Bonus-Sekunden sichern und seinen Vorsprung in der Gesamtwertung ausbauen. Sieben Kilometer vor dem Ziel stellte das Hauptfeld den Ausreißer. Der Mitfavorit auf den Gesamtsieg Damiano Cunego stürzte und hatte im Ziel einen Rückstand von 2:16 Minuten auf die anderen Favoriten. Im Massenspurt siegte schließlich Daniele Bennati vor Tom Boonen und sicherte sich weitere 20 Bonus-Sekunden und 25 Punkte im Kampf ums Rote Trikot, welches er ebenfalls übernahm.
Der am Vortag gestürzte Ricardo Serrano war nach einem Schlüsselbeinbruch nicht mehr zur 4. Etappe angetreten.

## Aufgaben
- 188 Ricardo Serrano

## Sprintwertungen
- 1. Zwischensprint in Pozoblanco (Kilometer 71,4) (640 m ü. NN)

| Erster  | Spanien | José Antonio López | ACA | 4 P. |
| Zweiter | Italien | Daniele Bennati    | LIQ | 2 P. |
| Dritter | Spanien | Alejandro Valverde | GCE | 1 P. |
- 2. Zwischensprint in Almodóvar del Campo (Kilometer 159,2) (660 m ü. NN)

| Erster  | Spanien | José Antonio López | ACA | 4 P. |
| Zweiter | Italien | Marco Marzano      | LAM | 2 P. |
| Dritter | Spanien | Alberto Contador   | AST | 1 P. |
- Zielankunft in Córdoba (130 m ü. NN)

| Erster   | Italien      | Daniele Bennati   | LIQ | 25 P. |
| Zweiter  | Belgien      | Tom Boonen        | QST | 20 P. |
| Dritter  | Spanien      | Koldo Fernández   | EUS | 16 P. |
| Vierter  | Italien      | Danilo Napolitano | LAM | 14 P. |
| Fünfter  | Deutschland  | Erik Zabel        | MRM | 12 P. |
| Sechster | Belgien      | Greg van Avermaet | SIL | 10 P. |
| Siebter  | Belgien      | Wouter Weylandt   | QST | 9 P.  |
| Achter   | Italien      | Davide Vigano     | QST | 8 P.  |
| Neunter  | Irland       | Nicolas Roche     | C.A | 7 P.  |
| Zehnter  | Frankreich   | Sylvain Chavanel  | COF | 6 P.  |
| 11.      | Danemark     | Matti Breschel    | CSC | 5 P.  |
| 12.      | Belarus 1995 | Alexandre Usov    | ALM | 4 P.  |
| 13.      | Belgien      | Gianni Meersman   | FDJ | 3 P.  |
| 14.      | Spanien      | David García      | XAG | 2 P.  |
| 15.      | Italien      | Alessandro Ballan | LAM | 1 P.  |

## Bergwertungen
- Alto de los Villares, 3. Kategorie (Kilometer 6,8) (580 m ü. NN)

| Erster  | Spanien   | Jesus Rosendo    | ACA | 6 P. |
| Zweiter | Spanien   | Francisco Pérez  | ACA | 4 P. |
| Dritter | Spanien   | Serafín Martínez | XAG | 2 P. |
| Vierter | Kolumbien | Walter Pedraza   | TCS | 1 P. |
- Puerto de la Chimorra, 3. Kategorie (Kilometer 46,8) (730 m ü. NN)

| Erster  | Spanien   | José Antonio López | ACA | 6 P. |
| Zweiter | Kolumbien | Walter Pedraza     | TCS | 4 P. |
| Dritter | Spanien   | Jesus Rosendo      | ACA | 2 P. |
| Vierter | Spanien   | Manuel Ortega      | ACA | 1 P. |